# جوناثان ميرفي
جوناثان ميرفي (بالإنجليزية: Jonathan Murphy)‏ هو ممثل أمريكي، ولد في 3 أغسطس 1981 في الولايات المتحدة.

## وصلات خارجية
- جوناثان ميرفي على موقع IMDb (الإنجليزية)
- جوناثان ميرفي على موقع قاعدة بيانات الفيلم (الإنجليزية)